# 横山雅美
横山 雅美（よこやま まさみ、1981年12月12日 - ）は、日本の元女子バレーボール選手。

## 来歴
東京都江東区出身。小学校2年生よりバレーボールを始める。成徳学園高校時代は春高バレー等に出場。嘉悦女子短大では、2001年ユニバーシアード日本代表、2000年・2001年学生選抜東西対抗戦メンバーに選出された。

### 所属チーム
2002年デンソーエアリービーズに入団。2003年ユニバーシアード日本代表に再び選出され主将を務めた。2005年、第11回Vリーグではチームを3位へ導いた。2008年、2007/08Vプレミアリーグにおいてチーム初となる準優勝に貢献。同年5月開催の第57回黒鷲旗大会では初優勝を果たした。
2010年6月にデンソーを退部し、8月日立リヴァーレに移籍した。2011年5月に退社。2011年からはアゼルバイジャンのイトゥサチ・バクーへ移籍し、海外でのプレーを選択した。

### 全日本代表として
2005年、全日本代表候補選手に選出された。2009年4月、全日本女子代表メンバーに登録されたが、怪我のため辞退。2010年4月、再び全日本代表となった。同年6月のモントルーバレーマスターズ、12月のアジア大会で日本代表として出場した。

### 引退後
2012年、現役を引退し、株式会社ミズノへ入社した。ミズノに勤務する傍ら、競技普及活動としてバレーボール教室の講師、指導やイベント開催を行っている。また、DAZNのV.LEAGUE中継では解説を担当していた。

## 球歴
- 全日本代表 - 2009-2010年

## 所属チーム
- 文京女子大中
- 成徳学園高等学校
- 嘉悦女子短期大学
- デンソーエアリービーズ（2002-2010年）
- 日立リヴァーレ（2010-2011年）
- イトゥサチ・バクー（2011-2012年）